# Podciąganie kapilarne
Podciąganie kapilarne – zdolność materiału do podciągania wody ku górze za pomocą sił kapilarnych. Siły te zależą od ilości porów otwartych zawartych w materiale oraz od ich średnic. Jednym ze sposobów mierzenia tej cechy jest szybkość, z jaką woda jest podciągania przez dany materiał w określonych warunkach.
{\displaystyle k={\frac {h}{t}},}
gdzie {\displaystyle h} jest wysokością, na jaką została podciągnięta woda w czasie {\displaystyle t.}
Zjawisko to obserwuje się najczęściej w materiałach z mikroskopijnymi porami otwartymi lub w materiałach sypkich, takich jak piasek czy mieszanki piaskowo-żwirowe.